# Lillian (Vorname)
Lillian [ˈlɪl.i.ən] ist ein weiblicher Vorname.

## Herkunft und Bedeutung
→ Hauptartikel: Elisabeth
Der Name Lillian entstand vermutlich als Diminutiv des Namens Elisabeth:„Gott ist Segensfülle“. Er kann allerdings auch als eine erweiterte Form des Namens Lily von lateinisch lilium „Lilie“ angesehen werden.

## Verbreitung
Der Name Lillian ist seit dem 16. Jahrhundert in England verbreitet, ist dort jedoch heute nur mäßig verbreitet.
Zu Beginn des 20. Jahrhunderts gehörte er zu den beliebtesten Mädchennamen in den USA. In den 1930er Jahren ließ die Popularität des Namens stetig nach. Den Tiefpunkt erreichte der Name 1978 mit Rang 486 in den Vornamenscharts. Seitdem wird der Name wieder häufiger vergeben und konnte sich in den 2000er Jahren wieder als einer der beliebtesten Mädchennamen etablieren. Die außerhalb des französischen Sprachraums weibliche Variante Lilian folgt einem ähnlichen Trend, wurde jedoch erheblich seltener vergeben.
Ein ähnliches Bild zeigt sich auch für Kanada.
In Australien taucht der Name Lillian seit den 2000er Jahren immer wieder in der Liste der 100 beliebtesten Vornamen auf.
In Deutschland ist der Name mäßig beliebt. Er wird häufiger in der Schreibweise Lilian vergeben.

## Varianten
- Bulgarisch: Лиляна Liljana
- Deutsch: Lilian, Lillian, Liliana
  - Diminutiv: Lilly
- Englisch: Lillian, Lilian, Liliana, Lilianna, Lilliana
  - Schottisch: Lilias, Lillias
  - Diminutiv: Lilly
- Französisch: Liliane
- Italienisch: Liliana
- Mazedonisch: Лилјана Liljana
- Skandinavisch:
  - Diminutiv: Lilly
- Polnisch: Liliana, Lilianna
- Portugiesisch: Liliana, Lílian
- Rumänisch: Liliana
- Slowenisch: Lilijana, Liljana
- Spanisch: Liliana
- Tschechisch: Liliana
- Ungarisch: Liliána, Lilien

Im französischen Sprachraum ist Lilian [li.ljɑ̃] eine männliche Variante von Liliane.
Weitere Varianten: Siehe Elisabeth

## Bekannte Namensträgerinnen

### VarianteLillian
- Lillian Asplund (1906–2006), US-amerikanische Titanic-Überlebende
- Lillian Hardin Armstrong (1898–1971), US-amerikanische Jazz-Pianistin, -Sängerin und -Komponistin
- Lillian Barylli-Fayer (1917–2014), österreichische Künstler-Fotografin
- Lillian Bassman (1917–2012), US-amerikanische Malerin und Fotografin
- Lillian Beckwith (1916–2004), englische Schriftstellerin
- Lillian Birnbaum (* 1955), österreichisch-amerikanische Filmregisseurin und Fotografin
- Lillian Board (1948–1970), britische Leichtathletin
- Lillian Boutté (1949–2025), US-amerikanische Jazzsängerin
- Lillian Chalmers (1911–1990), britische Sprinterin
- Lillian Copeland (1904–1964), US-amerikanische Leichtathletin
- Lillian Crott Berthung (1922–2021), norwegische Übersetzerin und Autorin
- Lillian Disney (1899–1997), Ehefrau von Walt Disney
- Lillian Ellison (1923–2007), US-amerikanische Wrestlerin
- Lillian Faderman (* 1940), US-amerikanische Literaturprofessorin und Autorin
- Lillian Fontaine (1886–1975), britische Schauspielerin
- Lillian Evelyn Gilbreth (1878–1972), US-amerikanische Autorin und Ingenieurin
- Lillian Gish (1893–1993), US-amerikanische Schauspielerin
- Lillian Green (1919–1954), US-amerikanische Blues-Sängerin
- Lillian Harman (1870–1929), amerikanische Frauenrechtlerin und Anarchistin
- Lillian Hellman (1905–1984), US-amerikanische Schriftstellerin
- Lillian Hoddeson (* 1940), US-amerikanische Wissenschaftshistorikerin
- Lillian Hurst (* 1943), puerto-ricanische Schauspielerin und Komikerin
- Lillian Klot, Geburtsname von Georgia Brown (1933–1992), britische Schauspielerin und Sängerin
- Lillian Langseth-Christensen (1905–1995), österreichische Designerin und Sachbuchautorin
- Lillian Alicia Marks (1910–2004), englische Primaballerina
- Lillian Molieri Bermúdez (1925–1980), nicaraguanische Schauspielerin
- Lillian Moschen (* 1983), österreichische Journalistin und Fernsehmoderatorin
- Lillian Mousli (* 1960), Comiczeichnerin und Malerin deutsch-amerikanischer Herkunft
- Lillian Müller (* 1951), norwegisches Fotomodell
- Lillian Nordica (1857–1914), US-amerikanische Opernsängerin (Sopran)
- Lillian Palmer (1913–2001), kanadische Leichtathletin
- Lillian Randolph (1898–1980), US-amerikanische Schauspielerin und Sängerin
- Lillian Russell (1861–1922), US-amerikanische Schauspielerin und Operettensängerin (Sopran)
- Lillian Schwartz (1927–2024), US-amerikanische Künstlerin, Pionierin der Computerkunst
- Lillian Vernon (1927–2015), deutsch-amerikanische Geschäftsfrau
- Lillian Wald (1867–1940), US-amerikanische Krankenschwester
- Lillian Watson (* 1950), US-amerikanische Schwimmerin

### VarianteLilian
- Lilian Akopova (* 1983), armenisch-ukrainische Pianistin
- Lilian Alcock (1874–1908), britische Schauspielerin
- Lilian Anette Börjesson (* 1954), schwedische Badminton- und Fußballspielerin
- Lilian Atterer (* 1948), deutsches Fotomodell und Miss Germany 1968
- Lilian Baylis (1874–1937), englische Theaterleiterin
- Lilian Benningsen (1924–2014), österreichische Opernsängerin
- Lilian Bond (1908–1991), britische Schauspielerin
- Lilian Braithwaite (1873–1948), englische Schauspielerin
- Lilian Jackson Braun (1913–2011), US-amerikanische Schriftstellerin
- Lilian Brøgger (* 1950), dänische Kinderbuchillustratorin
- Lilian Bryner (* 1959), Schweizer Rennfahrerin und Hubschrauberpilotin
- Lilian Büchner (* 1992), deutsche Fernseh- und Theaterschauspielerin
- Lilián Buglia (1934–2016), argentinische Leichtathletin
- Lilian Jane Clarke (1866–1934), britische Botanikerin
- Lilian Ellis (1907–1951), dänische Tänzerin und Schauspielerin
- Lilian Faschinger (* 1950), österreichische Schriftstellerin und Übersetzerin
- Lilian Franck (* 1971), deutsche Regisseurin
- Lilian Garcia (* 1966), US-amerikanische Sängerin und Wrestling-Ringsprecherin
- Lilian Greenwood (* 1966), britische Politikerin (Labour)
- Lilian Suzette Gibbs (1870–1925), britische Botanikerin
- Lilian Hall-Davis (1898–1933), britische Schauspielerin
- Lilian Harvey (1906–1968), britisch-deutsche Schauspielerin
- Lilian Hasler (* 1960), Liechtensteiner Künstlerin
- Lilián Heinz (* 1935), argentinische Sprinterin
- Lilian Hofmeister (* 1950), österreichische Juristin und Richterin
- Lilian Klebow (* 1977), deutsche Schauspielerin und Sängerin
- Lilian Kummer (* 1975), Schweizer Skirennfahrerin
- Lilian Mercedes Letona (1954–1983), salvadorianische Guerillara und Revolutionärin
- Lilian Loke (* 1985), deutsche Schriftstellerin
- Lilian Looring (1899–1963), estnische Balletttänzerin
- Lilian Maul-Balensiefen, deutsche Klassische Archäologin
- Lilian Marijnissen (* 1985), niederländische Politikerin (SP)
- Lilian Moore (1909–2004), US-amerikanische Kinderbuch-Schriftstellerin
- Lilian Naef (* 1963), Schweizer Schauspielerin und Regisseurin
- Lilian Naumann (* 1981), deutsche Schauspielerin
- Lilian Ngoyi(1911–1980), südafrikanische Politikerin und Frauenrechtlerin
- Lilian Prent (* 1996), deutsche Schauspielerin
- Lilian Rolfe (1914–1945), britische Agentin und Mitglied der Résistance im Zweiten Weltkrieg
- Lilian von Schweden (1915–2013), britisches Fotomodel und Adelswitwe
- Lilian Seng (1920–nach 1980), deutsche Filmeditorin
- Lilian Studer (* 1977), Schweizer Politikerin
- Lilian Sukis (* 1939), litauische Opernsängerin und Gesangspädagogin
- E. Lilian Todd (1865–1937), US-amerikanische Erfinderin und Luftfahrtpionierin
- Lilian Uchtenhagen (1928–2016), Schweizer Politikerin
- Lilian Watson (1857–1918), englische Tennisspielerin
- Lilian Westphal (1926–1997), deutsche Schauspielerin, Autorin, Hörspielregisseurin und -sprecherin
- Lilián Zetune (* 1940), uruguayische Chorleiterin

### Weitere Varianten
- Lilianne Ploumen (* 1962), niederländische Politikerin (PvdA)